# Transmission des caractères acquis
 (novembre 2023).
Si vous disposez d'ouvrages ou d'articles de référence ou si vous connaissez des sites web de qualité traitant du thème abordé ici, merci de compléter l'article en donnant les références utiles à sa vérifiabilité et en les liant à la section « Notes et références ».

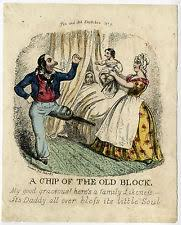
Affiche satirique illustrant le débat sur la transmission des caractères acquis (v. 1835).

Chez ce petit ver (Caenorhabditis elegans) l'attirance pour une odeur acquise par l’expérience de vécu peut être transmise sur 3 générations, et jusqu'à 40 si cette caractéristique acquise est renforcée ; d'autre part l'épigénétique est associée chez ce ver à des modifications de longévité transmises d'une génération à l'autre.

La transmission des caractères acquis désigne la faculté pour des êtres vivants de transmettre à leur descendance une caractéristique acquise au cours de leur vie.
Le sujet se penche sur des mécanismes associés à cette transmission qui restent à l'étude et sujets à débat car au XXe siècle seule la mutation génétique issue du hasard alliée à la sélection naturelle étaient reconnues et enseignées comme moteur de l'hérédité. Depuis les années 1990 des expériences scientifiques diverses ont remis en cause cette ancienne certitude, et la transmission de caractères issus du vécu paraît de plus en plus se confirmer bien que la question des mécanismes en cause ne soit pas totalement résolue.
C'est en particulier l'épigénétique, une branche de la biologie, qui étudie ces phénomènes en s’intéressant aux mécanismes qui permettent de sélectionner l'expression d'un gène plutôt qu'un autre. Ce domaine étudie les moyens qui permettent à une même base génétique d'exprimer différents caractères en fonction du contexte et la façon dont ces moyens peuvent eux-mêmes être transmis.

## Histoire du concept

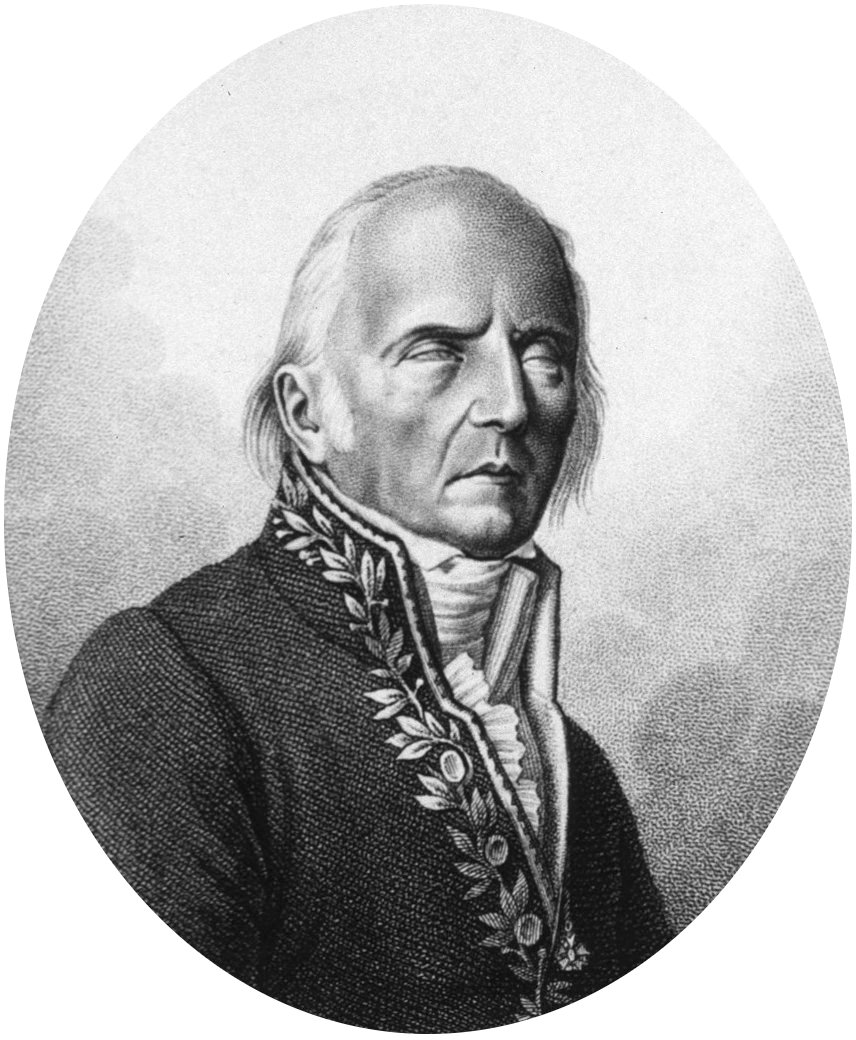
Portrait de Jean-Baptiste Lamarck, père de la théorie transformiste, par Ambroise Tardieu (1824).

D’Aristote à Weismann, en passant par Charles Darwin, à peu près tous les naturalistes crurent à cette forme d’hérédité[réf. nécessaire]. Contrairement à une idée répandue, Lamarck n’a avancé aucune théorie pour la transmission des caractères acquis[réf. nécessaire], il n’en a pas proposé de mécanisme et ne lui a même pas donné de nom. En réalité, et c’est en effet un point faible de son transformisme, il n’y a pas de théorie de l’hérédité chez Lamarck[réf. nécessaire]; il est donc abusif de parler d’une « hérédité lamarckienne ».
À l’inverse, et toujours contrairement aux légendes qui ont cours, Darwin eut également recours à la transmission des caractères acquis dans L'Origine des espèces. En 1868, il alla même jusqu’à proposer une théorie pour cette transmission sous le nom d’« hypothèse de la pangenèse » dans son ouvrage De la variation des animaux et des plantes sous l’effet de la domestication. Cette hypothèse semble inspirée de celle avancée par Maupertuis dans son Système de la Nature (1745), avec l’ajout de la toute récente théorie cellulaire[réf. nécessaire].
En fait, ni Lamarck ni Darwin ne la nomment jamais hérédité des caractères acquis, tout simplement parce que cette notion n’existait pas à leur époque sous cette forme. Il y a donc quelque anachronisme à en parler en ces termes dans la mesure où, dans cette formule, la distinction entre caractères innés et acquis présuppose leur opposition, et que celle-ci n’a été conçue qu’à la fin du XIXe siècle par Weismann avec sa théorie du plasma germinatif. La fameuse « hérédité lamarckienne » et l’opposition de Lamarck et Darwin sur ce point sont des légendes, nées à la fin du XIXe siècle, de la querelle entre Weismann et les néo-lamarckiens[réf. nécessaire].
La théorie d'une hérédité des caractères acquis par les individus au cours de leur vie a été réfutée par August Weismann à la fin du XIXe siècle. En réponse aux néo-lamarckiens qui soutenaient le contraire, il montra en 1883 que des mutilations n'étaient pas transmises. Il pratiqua au laboratoire l'ablation de la queue de souris sur un grand nombre de générations, sans jamais observer une transmission du caractère "perte de queue" à la génération suivante. On en déduisit abusivement qu'aucun caractère acquis ne pouvait se transmettre, alors qu'une mutilation ne peut être assimilée à une acquisition par l'organisme de fonctions nouvelles comme le voulait notamment Lamarck, ce dont Weismann lui-même était conscient lorsqu'il entrepris ses expériences.
« Je n’ai pas besoin de dire que le rejet de l’hérédité des mutilations ne tranche pas la question de l’hérédité des caractères acquis. Bien que pour moi-même je me confirme toujours plus dans cette idée que cette transmission n’a pas lieu, et que nous devons chercher à expliquer, sans recourir à cette hypothèse, les phénomènes que nous présente la transformation des espèces, je suis cependant très éloigné de regarder ce problème comme définitivement résolu par le fait de la possibilité de rejeter dans le domaine de la fable l’hérédité des mutilations. »
On ne peut en effet prouver avec certitude l’impossibilité de l'hérédité de caractères acquis (une inexistence ne peut être prouvée qu'en mathématiques, par l'absurde). On peut à défaut chercher s'il existe quelque exemple réel réfutant cette impossibilité. Plusieurs recherches, très controversées, ont été menées en ce sens au début du XXe siècle, notamment par Paul Kammerer[réf. nécessaire].
Une preuve de la séparation stricte du germen et du soma fut apportée en 1909 par Castle et Philips[réf. nécessaire], qui transplantèrent chez le cobaye les ovaires immatures de femelles noires à des femelles albinos. Tous les jeunes obtenus présentèrent le caractère noir. Seul le germen contribua donc au développement des nouveaux organismes. Il reste néanmoins à établir si cette expérience isolée peut être généralisée à d'autres organismes.
Enfin, le dogme central de la biologie moléculaire, qui veut que l'information se transmette de l'ADN aux protéines via l'ARN et ne remonte jamais dans le sens inverse, fut reçu comme une preuve définitive de l'impossibilité de l'hérédité des caractères acquis, alors qu'il s'agissait en fait d'une simple supposition formulée par Francis Crick, inspirée par l'idée de la séparation du germen et du soma, théorisée par Weismann[réf. nécessaire].
Plus généralement, plus encore que l’hérédité de tel ou tel caractère acquis particulier, c’est la continuité d’un processus physique à travers les générations qui a été rejetée par les travaux de Weismann et des généticiens, remplacée par la continuité du plasma germinatif (qui deviendra le génome au XXe siècle). Une continuité de substance est bien plus aisée à concevoir que la continuité d’un processus physique. C’est sans doute la principale raison de l'adoption des idées de Weismann sur le sujet.
Si l'hérédité apparaît incontestablement portée par les chromosomes depuis les travaux de Morgan, avec pour unité fondamentale le gène (dont une description chimique a été livrée par la biologie moléculaire), des cas bien documentés (voir ci-dessous) ont depuis le début des années 2000 montré que cette hérédité génétique peut être modulée par l'expérience des parents. Autrement dit, l'hérédité des caractères acquis a été établie dans certains cas et sous certaines modalités. Des mécanismes dits épigénétiques ont été proposés pour l'expliquer. L'importance de ces phénomènes, notamment dans les processus évolutifs, fait l'objet d'intenses débats. Ceux-ci s'inscrivent dans la remise en cause du dogme central de la biologie moléculaire.

## Découvertes récentes et mécanismes proposés
Depuis les travaux de Paul Kammerer, que l'on a considérés comme falsifiés à la suite de la découverte d'une fraude tardive et à son suicide, et la théorie synthétique de l'évolution, l'étude de la transmission des caractères acquis a été un sujet longtemps délaissé, voire tabou, pour les biologistes.
Néanmoins, en 2002, des chercheurs (Marcus Pembrey, professeur de génétique clinique de l'Institute of Child Health à Londres, en collaboration avec le chercheur suédois Bygren Lars Olov) ont montré, grâce à des analyses de généalogie sur des suédois, que leur vie est influencée par le mode de vie de leurs grands-parents. Ainsi des grands-parents ayant connu la famine à des moments critiques de leur vie peuvent influencer l’espérance de vie de leurs petits enfants en augmentant le risque de développer des maladies cardio-vasculaires ou un diabète.
Jusqu'à récemment, on considérait que la mère transmet de l'ADN à l'embryon pendant les premières phases de sa segmentation puis ses anticorps au cours du développement fœtal, l'influence de la mère s'arrêtant avec la fin de l'allaitement.
Plusieurs mécanismes épigénétiques ont été mis en évidence depuis.
Une transmission héréditaire de caractères sans lien direct avec la séquence nucléotidique a été montrée. Elle concerne notamment :
- l'état de méthylation de l'ADN :

Certaines bases de l’ADN peuvent être méthylées (cytosine précédée d’une guanine) ; ces méthylations permettent d’inactiver ou d’activer la mise en place de l’ARN polymérase sur le promoteur et empêche donc la transcription.
- l'état de compaction de la chromatine :

La chromatine est l'association des molécules d'ADN avec des protéines histones. Selon son degré de condensation, l'ADN est ou n'est pas accessible aux facteurs de transcription. L’acétylation de la lysine terminale des histones induit un relâchement de la chromatine. La méthylation de la lysine et de l'arginine joue aussi un rôle dans la régulation de la transcription.
Par ailleurs, deux autres mécanismes ont été étudiés :
- la paramutation :

C’est une interaction entre deux allèles d’un unique locus où l’un a subi une modification épigénétique. On obtient alors un changement héréditaire du phénotype. Ce changement est considéré comme une exception aux lois de Mendel.
- la rétrotranscription au sein de spermatozoïdes.

### Mémoire du stress chez les plantes
Une étude remarquable parue en 2006 dans Nature a montré que les plantes font parfois face aux différents stress environnementaux (température, humidité, disponibilité des nutriments du sol ou infection virale par exemple) en déstabilisant leur génome au travers d’une augmentation du taux de recombinaison homologue dans les tissus somatiques, et que cette réponse, qui implique une adaptabilité accrue, pouvait être transmise aux générations suivantes. Un facteur élevé a été attribué à cette étude par la Faculty of 1000 biology. 
Des plantes transgéniques du genre Arabidopsis ont été utilisées pour mettre en évidence ce phénomène. La nouvelle séquence implantée dans ces plantes comporte deux séquences chevauchantes (GU et US) du gène β-glucuronidase (GUS), séparées par un gène de résistance à l’hygromycine (antibiotique). Une recombinaison homologue entre les deux fragments produit un gène β-glucuronidase fonctionnel (GUS), détectable par coloration histochimique. Ici, le stress était induit par une exposition à des rayons UV-C (longueur d’onde 280-10 nm) qui augmentent entre 2 et 4 fois la fréquence de recombinaison homologue des tissus somatiques (des résultats similaires peuvent être obtenus par l’injection dans la plante de peptides issus d’un pathogène qui imite son attaque).
La fréquence de recombinaisons resta haute dans les 4 générations suivantes (autofécondation), suggérant que la mémoire de stress serait un phénomène basé sur un mécanisme épigénétique plutôt que génétique. Une série de croisements entre individus, transgéniques ou non et stressés ou non, montra que les descendants peuvent hériter de cette mémoire par un seul des parents (mâle ou femelle) et que l’information épigénétique présente sur un chromosome peut influencer l’autre (le croisement entre plante transgénique non stressée et plante non transgénique stressée donna un descendant avec un gène β-glucuronidase fonctionnel). 
Les mécanismes dirigeant ce processus sont inconnus mais il est possible que l’organisation de la chromatine joue un rôle dans la régulation de la recombinaison homologue, et ce processus pourrait s’apparenter à un phénomène de paramutation.

### Paramutation

#### Paramutation chez la souris
Un article paru en 2006 dans Nature met en évidence l'existence de paramutation chez la souris.
Kit est un gène de souris codant une tyrosine kinase et impliqué dans l'hématopoïèse, dans la différenciation des cellules germinales et dans la mélanogenèse. Des souris hétérozygotes (génération 1), possédant l'allèle sauvage Kit et l'allèle Kit(tm1alf) (créé par l'insertion de Lac-Z juste en aval du site d'initiation de la traduction), sont viables et possèdent le phénotype visible et caractéristique « bout de queue blanche » tandis que les souris homozygotes Kit(tm1alf) meurent.
Tous les descendants issus du croisement (génération 2) entre ces souris hétérozygotes et des souris homozygotes pour l'allèle sauvage Kit sont de phénotype « bout de queue blanche ». Ceci est contraire aux lois de Mendel qui prédirait les proportions suivantes chez les descendants : la moitié de phénotypes sauvages et la moitié de phénotypes « bout de queue blanche ». Ces résultats s'expliquent par le phénomène de paramutation : l'allèle Kit (tm1alf) dit « paramutagène » induit un changement de l'allèle Kit dit « paramutable ».
De plus, les croisements entre ces mêmes descendants et d'autres souris homozygotes pour l'allèle Kit donnent également naissance à des souris (génération 3) de phénotype « bout de queue blanche ». On en conclut que l'allèle paramutable Kit est devenu paramutagène chez les souris de la génération 2, on parle donc d'allèle Kit*.
L'allèle Kit* a un taux de transcription plus élevé. Mais de nombreux transcrits issus de cette transcription sont aberrants. Et ces mêmes transcrits aberrants sont retrouvés en grande quantité dans le sperme de la souris et pourraient être à l'origine de la paramutation de l'allèle Kit sauvage dans le zygote. Conclusion : dans cette expérience, ce seraient les transcrits qui seraient responsables de la (para)mutation.

#### Paramutation chez le maïs
Les ARN peuvent être à la base d’un changement de chromatine qui induira une paramutation.
Le gène b1 code un facteur de transcription qui régule la pigmentation des tissus en intervenant dans la synthèse de l’anthocyanine. BI et B’ sont deux allèles de ce gène. L’allèle BI est paramutable et a un fort taux d’expression tandis que l’allèle B’ est paramutagène et s'exprime faiblement. Les allèles qui sont impliqués dans la paramutation de ce gène possèdent une séquence de 853 paires de bases (pb) qui est répétée sept fois et située 100 kilobases (kb) en amont du site d’initiation de la traduction.
Il a été observé que le faible taux d’expression de l’allèle B’ était dû au fait que les sept exemplaires de la séquence répétée étaient plus méthylés et que la chromatine était plus compacte par rapport à l’allèle BI.
Mais on ne connaît pas les mécanismes d’action de ces sept séquences sur l'expression du gène b1.
Pour savoir quel type d’interaction existe entre les deux allèles impliqués dans la paramutation, les recherches se sont tournées vers le gène Mop1 qui code une ARN polymérase. En effet, il semblerait que cet ARN polymérase ait pour rôle de fabriquer des petits ARN interférents (pARNi) résultant de la transcription de la séquence répétée sept fois 100 Kb en amont du gène b1.
On pense donc que ces petits ARN interférents sont responsables de la paramutation via des mécanismes complexes encore méconnus.
Pour explorer encore plus profondément cette question, il faudrait comprendre pourquoi lorsqu’il n’y a qu’une séquence répétée en amont d'un allèle neutre (ni paramutagène, ni paramutable), le taux de petits ARN interférents (pARNi) est le même que quand cette séquence est répétée sept fois. Il faudrait également voir si le fait que le gène Mop1 soit pléïotrope (Mop1 agit également au niveau de la floraison, de la santé et de la taille de la plante) influe sur le phénomène de paramutation.

### Rétrotranscriptiondans les cellules germinales
Depuis les années 1970, les études sur les cellules germinales mâles et la transcriptase inverse (RT) ont montré que les spermatozoïdes matures sont un lieu d’intense expression de gènes codant la transcriptase inverse (rétrotransposons) et que ces cellules ont la capacité d’« absorber » de l’ADN ou de l’ARN étranger présent dans le milieu. Ainsi, ces mécanismes pourraient permettre aux spermatozoïdes de produire des rétrogènes (rétrotransposons ne codant pas la RT) biologiquement actifs.
Ces découvertes remettent en cause la séparation entre les cellules germinales et le soma admise depuis les travaux de Weismann. On considère classiquement que les cellules germinales sont garantes de la transmission « honnête » de l’information génétique spécifique à un individu jusqu’à sa descendance. Une telle conception n'est pas entièrement invalidée puisque ces cellules comportent des systèmes de protection pour éviter les évènements de rétrotransposition.
Il a été montré chez des souris que de l’ARN extracellulaire absorbé par des spermatozoïdes (et rétrotranscrit en ADN) pouvait être délivré à l’oocyte lors de la fertilisation, puis transmis aux embryons (2 et 4 cellules) et enfin propagé (irrégulièrement) dans les tissus des descendants à l’âge adulte. Les individus issus de cette fécondation peuvent transmettre ces molécules d’ADN à leurs descendants, de manière non mendélienne, et elles seront aussi irrégulièrement propagées dans leurs tissus à l’âge adulte. Le fait que ces molécules d’ADN soient irrégulièrement distribuées dans l’organisme et que leur hérédité soit non mendélienne et des études ultérieures suggèrent que ces molécules ne sont pas intégrées au chromosome et restent probablement dans le spermatozoïde sous forme d’épisome, leur reproduction étant indépendante de celle de l’ADN nucléaire.
Étant donné que l’ARN internalisé par les spermatozoïdes peuvent contenir à peu près n’importe quelle information génétique, il est possible qu’un nouveau trait phénotypique soit ainsi transmis à la descendance par ce processus.

## Une évolution réversible?
Un des principaux enseignements de Darwin est de nous montrer qu'une des principales qualités de la vie est son pouvoir d’adaptation aux variations de son environnement dans l'espace et dans le temps.
Il y a plusieurs échelles temporelles dans ces variations environnementales
- Les variations rapides, de l'ordre de la génération, auxquelles les organismes répondent par la plasticité phénotypique. Non héritable celle-ci n'a donc pas d'influence directe dans l'évolution.
- Les variations longues, de l'ordre des temps géologiques. Elles expliquent la macroévolution, et la modification des phénotypes sur des centaines ou milliers de générations.

Cependant il existe également des variations de l'environnement d’échelles de temps intermédiaires, de l'ordre de quelques dizaines de générations. Or la variation génétique ne peut pas répondre à ces variations. En effet, l'impact des mutations génétiques sur l'évolution des phénotypes peut être très long avant de donner des caractères nouveaux, du moins chez les organismes pluricellulaires.
La réponse à ces variations intermédiaires serait cette hérédité épigénétique. L'évolution aurait sélectionné des mécanismes de variation phénotypique rapides, héritables sur quelques générations
En effet un certain nombre de phénomènes épigénétiques agissent comme des « interrupteurs » moléculaires, modulant l’expression des gènes, et permettant ainsi à l'organisme d'avoir un « panel phénotypique » large afin de s’adapter rapidement à l'environnement. De plus l'avantage de ces mécanismes épigénétiques, assez complexes, par rapport à des mécanismes de modulation  transcriptionelle plus simples, serait justement cette hérédité. Ainsi, un premier organisme modifierait au cours de sa vie un ou plusieurs caractères en réponse à l’environnement par « switch » épigénétique induit par un certain nombre de censeurs de l’environnement. Si cette modification donne un avantage reproductif et qu’il transmet cette variation à ses descendants, ils bénéficieront eux aussi de cet avantage reproductif. Ici il n’y a pas eu modification de la séquence d’ADN. Ainsi, si après quelques générations les conditions abiotiques reviennent à leurs conditions initiales, les descendants pourront  rapidement se « réadapter », car ayant déjà potentiellement toute l’information génétique pour cela.
Dans la nature on observe de nombreux cas où les phénotypes ne suivent pas la fréquence de modification qu’ils devraient avoir si l’on tient compte uniquement de l’horloge des mutations génétiques. En effet, il existe des phénotypes qui subissent des variations sur des temps assez courts, de l’ordre de quelques générations, mais aussi très longs (on parle de canalisation). Il existerait donc des « échelles de l'évolution » supportées par des mécanismes biologiques différents afin de répondre à des variations de l'environnement d'échelles de temps variées.
Cette « plasticité héritable » représente donc un enjeu fondamental pour la compréhension de l'évolution - particulièrement dans la période actuelle où les organismes doivent faire face à une pression de sélection très forte, en grande partie due à l’homme - mais aussi pour comprendre comment les populations naturelles vont s’adapter aux modifications climatiques.